# 肋骨雲
肋骨雲（ろっこつうん、ろっこつぐも、ラテン語学術名:vertebratus、略号:ve）とは、雲の変種の1つで巻雲にみられる。肋骨や魚の骨に形容される形をした雲で、真っ直ぐな雲を軸としてその左右にたくさんの細い雲が並ぶ。
鳥の羽根に形容されることもある。あばら雲、羽根雲ともいう。
"vertebratus"はラテン語で「脊椎骨をもつ、脊椎骨の形をした」という意味があり、これに因んで名付けられた。
天気が崩れるときに現れ雨の前兆とされる。一方、天気が回復する過程で一時的に現れることもある。

## ギャラリー

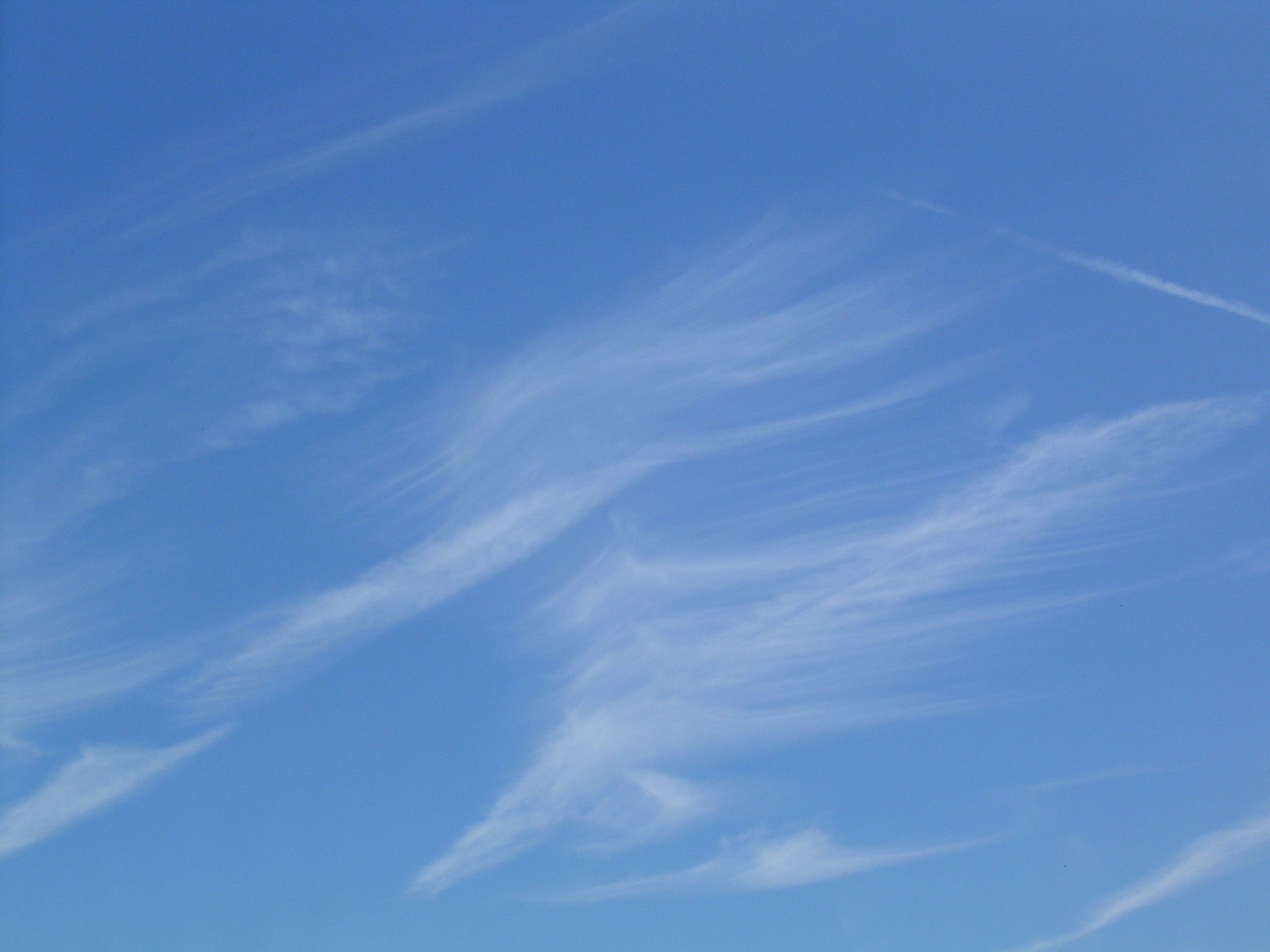
片側だけの肋骨雲
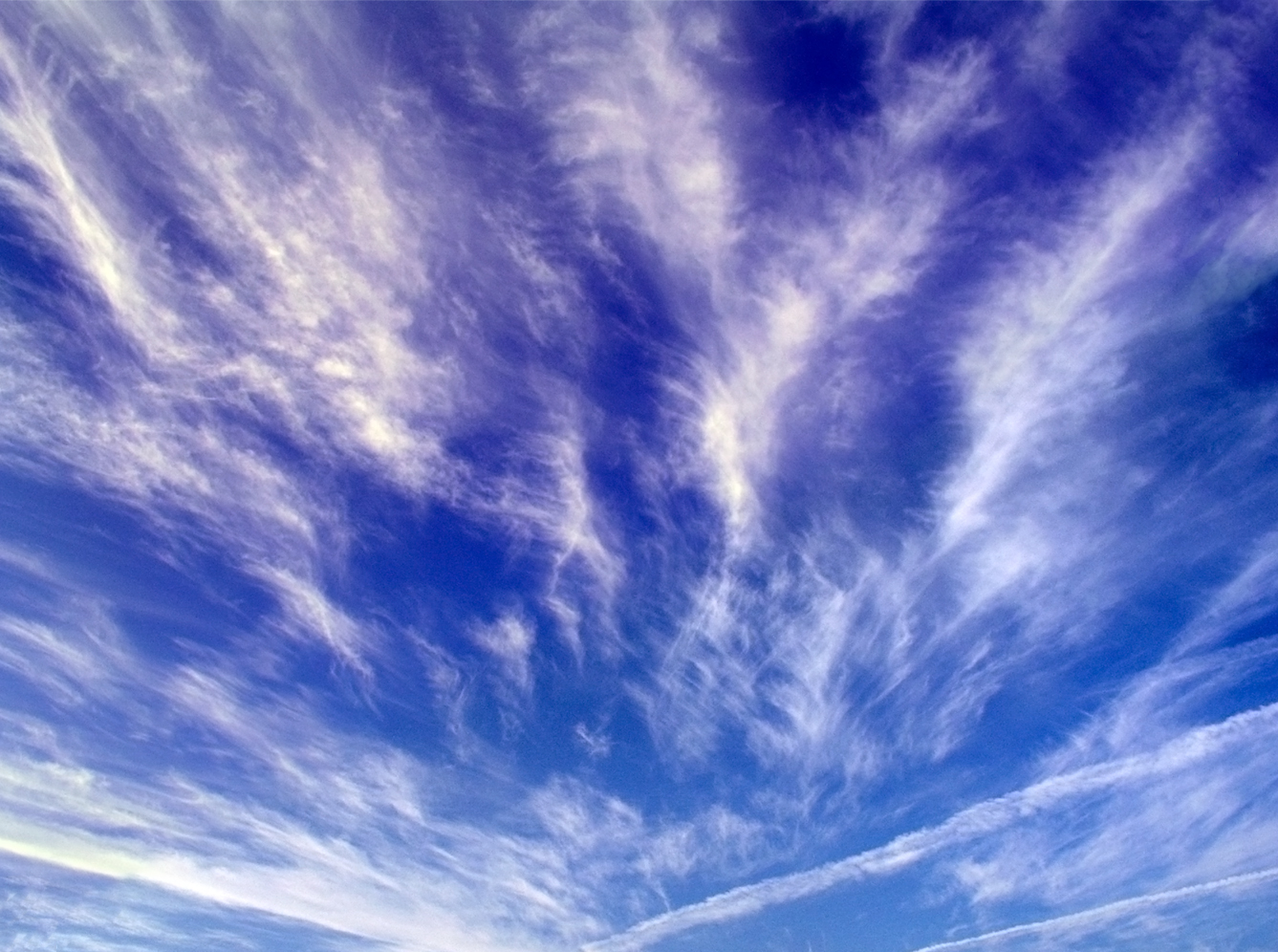
肋骨雲の集団
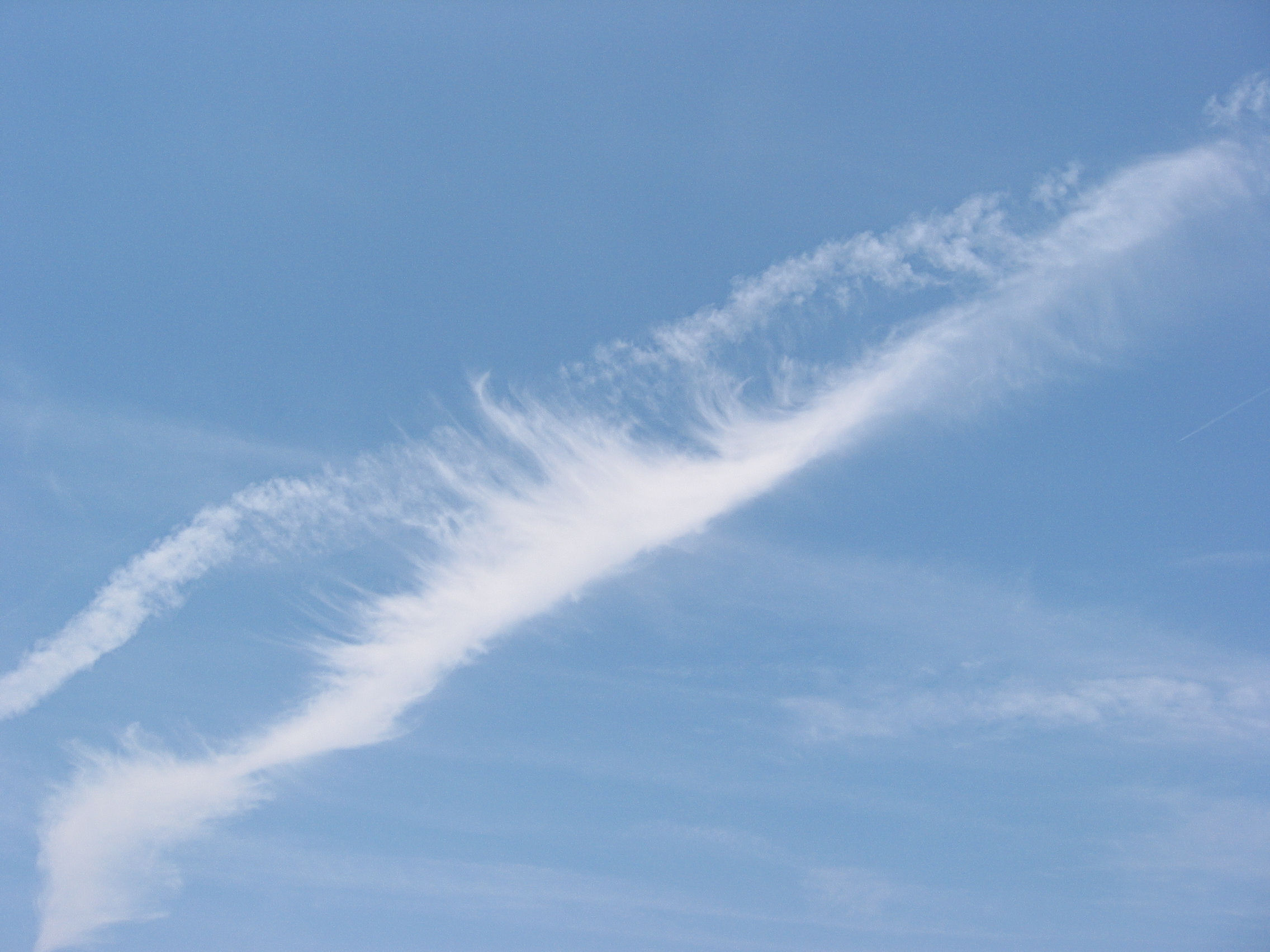
片側だけの肋骨雲
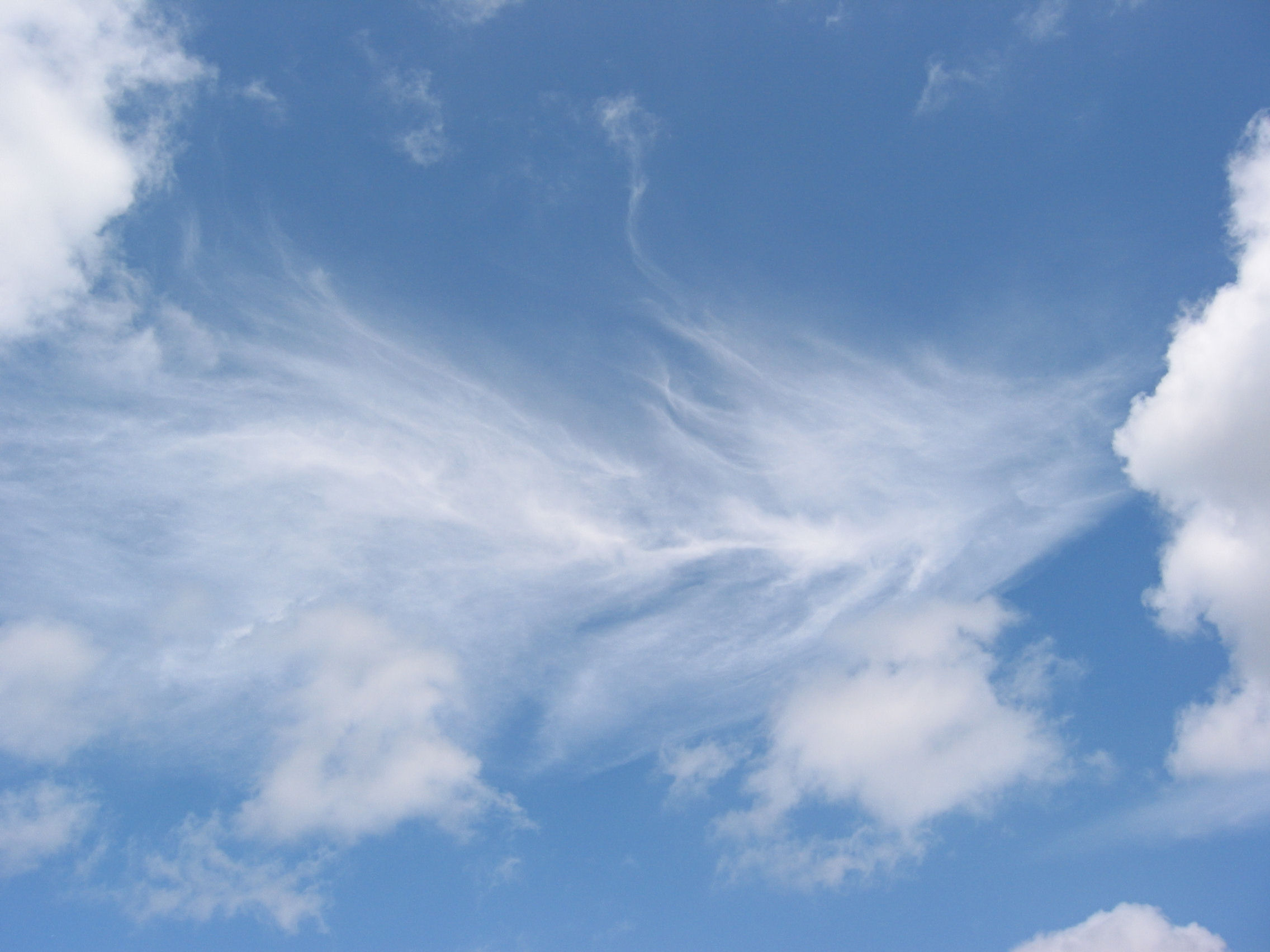
消えかけの肋骨雲
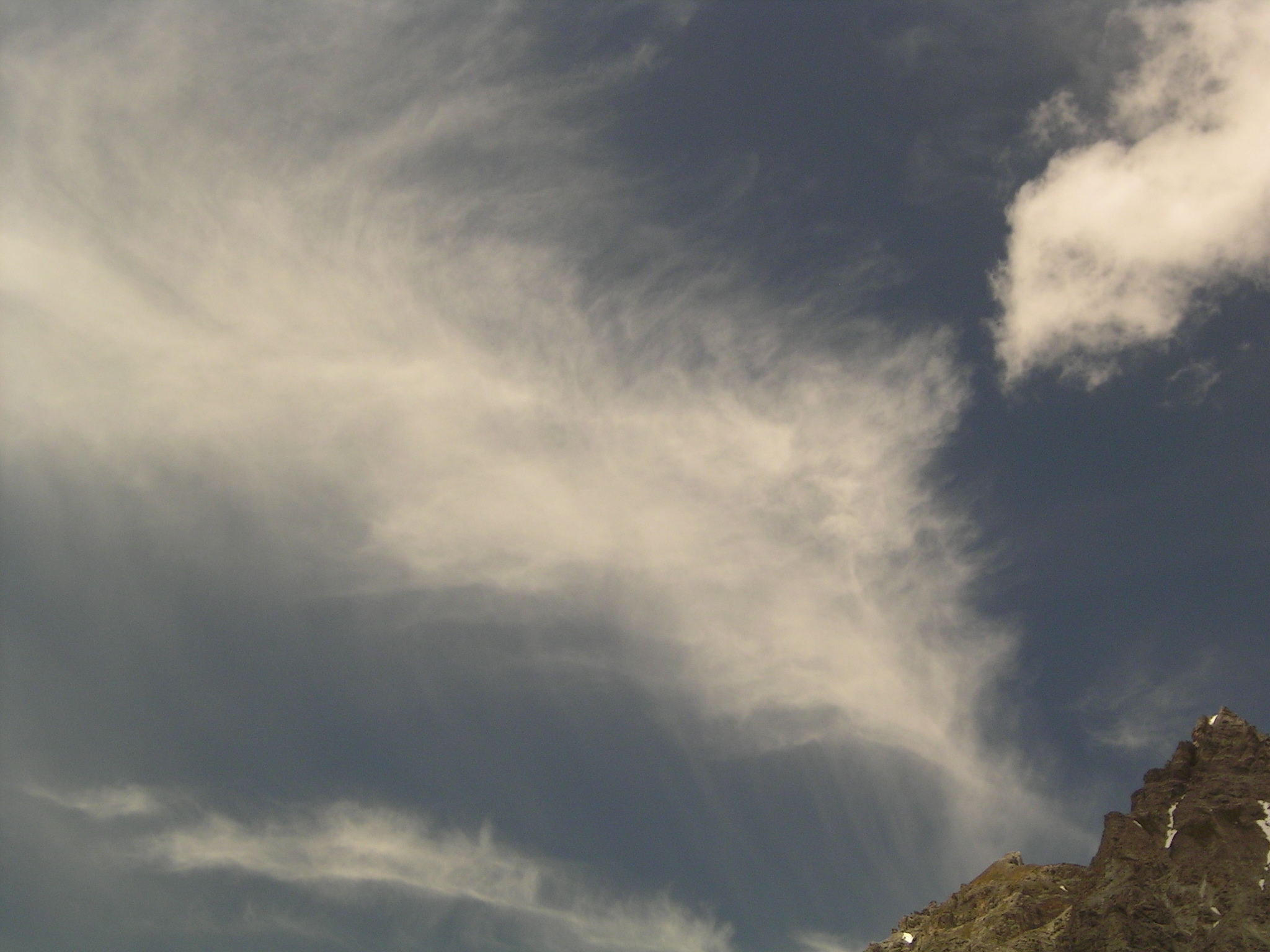
おぼろげな肋骨雲